# Peñascosa
Peñascosa ist eine Gemeinde (municipio) mit 328 Einwohnern (Stand: 2024) im Süden der Provinz Albacete in der autonomen Region Kastilien-La Mancha. Zur Gemeinde gehören neben dem Hauptort Peñascosa die Weiler Arteaga de Arriba, Burrueco, Cerroblanco, Fuenlabrada und Pesebre.

## Lage
Peñascosa liegt in der nördlichen Berglandschaft der Sierra de Alcaraz, dem nördlichen Ausläufer der Betischen Kordillere. Der Ort befindet sich in ca. 58 Kilometer (Fahrtstrecke) südwestlich der Provinzhauptstadt Albacete einer Höhe von ca. 1170 m. Das Klima im Winter ist gemäßigt, im Sommer dagegen warm; die geringen Niederschlagsmengen (ca. 491 mm/Jahr) fallen – mit Ausnahme der nahezu regenlosen Sommermonate – verteilt übers ganze Jahr.

## Bevölkerungsentwicklung
| Jahr      | 1970 | 1981 | 1991 | 2001 | 2011 | 2021 |
| Einwohner | 1042 | 564  | 463  | 420  | 391  | 322  |

## Sehenswürdigkeiten

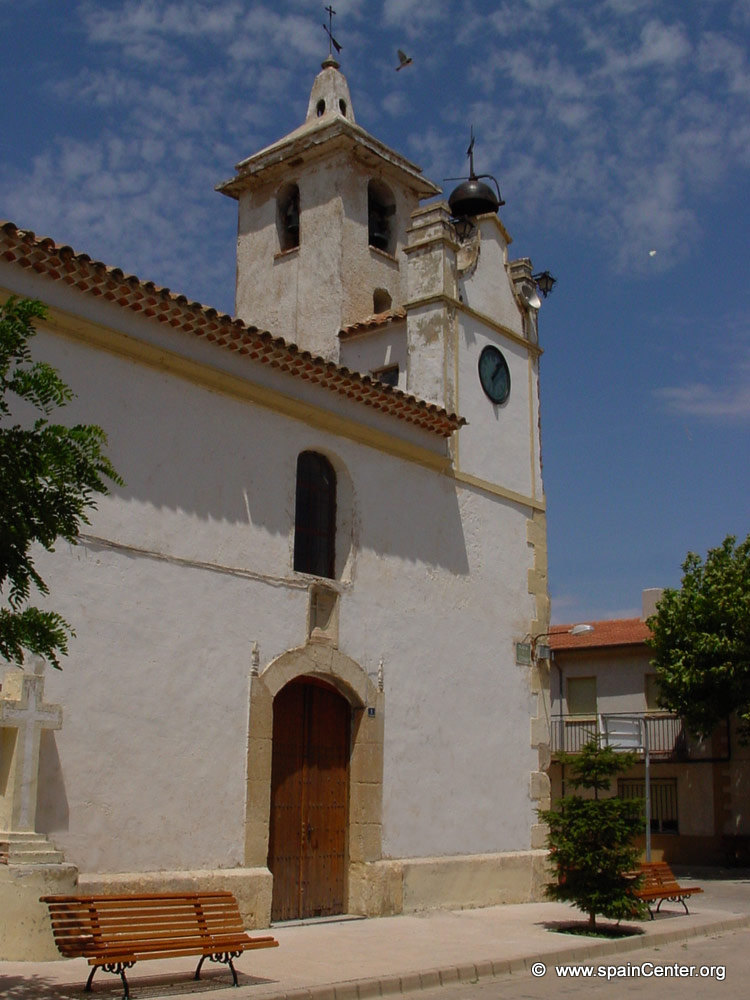
Michaeliskirche

- Michaeliskirche

## Persönlichkeiten
- Amparo Cuevas (1931–2012), Berichterstatterin einer Marienerscheinung